# Eysines
Eysines är en kommun i departementet Gironde i regionen Nouvelle-Aquitaine i sydvästra Frankrike. Kommunen ligger i kantonen Blanquefort som tillhör arrondissementet Bordeaux. År 2022 hade Eysines 24 436 invånare.

## Befolkningsutveckling
Antalet invånare i kommunen Eysines
Referens:INSEE